# 彦坂啓介
彦坂 啓介（ひこさか けいすけ、1972年7月24日 - ）は、日本の俳優、ポーカープレイヤー。東京都出身。アートプロモーション所属。東京スタイルエステート株式会社代表取締役。

## 来歴・人物
かつてはお笑い芸人として活動しており、銀座7丁目劇場でレギュラーを持っていた。
ブッチャーブラザーズより命名されたピースケ名義で活動していたが、2019年の大川裕明（RUDE BONES）監督の短編映画『ファミリーファミリー』の出演より、本名の彦坂啓介名義で活動する。
大川が監督・脚本・主演を務めた2022年全国順次公開映画『おじドル，ヤクザ』では、メインキャストのおじさんアイドル・あずぽん役を演じた。セリフを噛んだり、ライブシーンを口パク処理していたりなど反省点もあった中、共演のたしろさやかからは性格面での資質に太鼓判を押された。
俳優活動外ではポーカープレイヤーとしても活動している。2019年放送のテレビドラマ『TWO WEEKS』ではポーカー客の役で出演している。
また、管理業務主任者、宅地建物取引士の資格を持ち、不動産会社の社長という一面もある。

## ポーカーでの主な戦績
- 2016年: WPTフィリピン イベント#8 優勝
- 2019年: EPTバルセロナ メインイベント 57位
- 2022年: EPTロンドン#32 hyper turbo 準優勝
- 2022年: 名人戦 準優勝

主にEPT Sochiで活動していたが、ウクライナ戦争の影響による大会中止に伴いSochiでの活動を中止した。
2024年現在、日本人ポーカープレイヤー賞金ランキング110位。 

## 出演

### 映画
- ビビアン武装ジェット（2018年、監督: 島田角栄）
- ミドリムシの夢（2019年、監督: 真田幹也） - 懐中電灯おじさん 役
- ファミリーファミリー（2019年、監督: 大川裕明） - 主演 まさる 役
- 芸人殺人日誌（2022年、監督: 島田角栄）
- おじドル，ヤクザ（2022年、監督: 大川裕明） - 主演 あずぽん 役
- マンチの犬 ～アンパンとカツ丼～（2022年、監督: 賀々贒三） - 小平刑事 役
- 劇場版 おいしい給食 卒業（2022年、監督: 綾部真弥） - 職員　役
- マンチの犬～鶏そうめんと温泉ビーフ～（2024年、監督: 賀々贒三） - 小平刑事 役
- デコチン（2025年、監督：島田角栄）
- TSUSHIMA（2025年公開予定、監督：山根高文）[15]

### テレビドラマ
- 元町ロックンロールスウィンドル（2019年、サンテレビ）
- TWO WEEKS 第1話（2019年7月16日、フジテレビ） - ポーカー客役
- 惑星スミスでネイキッドランチを 第6話（2021年5月11日、サンテレビ） - 小原 役 ※ゲスト主演
- 差出人は、誰ですか? 第26話（2022年11月23日、TBSテレビ）
- 稲妻ムービーマーケット 第9話（2023年5月29日、サンテレビ） ※ゲスト主演
- 異物-アナザーストーリー-（2023年4月18日 - 5月2日、TOKYO MX）- 店主 役
- ライ麦畑でGIGをして（2023年12月26日 - 28日、サンテレビ） - 父親　役

### オリジナルビデオ
- 電エースシリーズ - 電三太郎 / ミラクル電エース 役